# 沖新村
沖新村（おきしんむら）は、熊本県の北部、飽託郡にかつてあった村である。

## 地理
- 河川：除川
- 海洋：島原湾

## 歴史
- 1889年（明治12年）4月1日 - 町村制が施行。中島村と中原村との町村組合による行政。
- 1896年（明治29年）4月1日 - 飽田郡と託麻郡が合併し飽託郡となる。
- 1927年（昭和2年）9月13日 - 有明海台風による高潮で死者64人[1]。
- 1941年（昭和16年）1月1日 - 中島村、沖新村、中原村が合併して、新村制による中島村が発足。